# Самаха, Эли
Эли Самаха (англ. Elie Samaha, араб. إيلي سماحة‎; род. 10 мая 1955, Захле, Ливан) — американский бизнесмен, кинопродюсер и сценарист еврейского происхождения.

## Биография
Первый фильм, спродюсированный Самахой — «Бессмертные» (англ. The Immortals), вышедший в 1995 году. В Голливуде он получил репутацию человека, который может снять фильм с кинозвездой гораздо дешевле, чем основные киностудии вроде 20th Century Fox.
В 2000 году компания Intertainment Pictures подала иск в суд против продюсера: по их заявлениям, Эли Самаха сообщал о завышенных производственных расходах на съёмках фильмов, на деле присваивая себе полученные деньги. Компания отсудила у него 77 миллионов долларов.

## Личная жизнь
В 1992 женился на актрисе Тиа Каррере. В феврале 2000 года они развелись.

## Фильмография
- 1995 — Бессмертные / The Immortals
- 1996 — Блуждающая пуля / Hollow Point
- 1996 — Последние дни Фрэнки по прозвищу «Муха» / The Last Days of Frankie the Fly
- 1997 — Миротворец / The Peacekeeper
- 1998 — Операция / No Code of Conduct
- 1998 — Чистильщик / Sweepers
- 1999 — Исповедь / The Confession
- 1999 — Святые из Бундока / The Boondock Saints
- 1999 — Ищите женщину / Woman Wanted
- 1999 — Третье чудо / The Third Miracle
- 2000 — Женские тайны / Things You Can Tell Just by Looking at Her
- 2000 — Зверофабрика / Animal Factory
- 2000 — Девять ярдов / The Whole Nine Yards
- 2000 — Поле битвы: Земля / Battlefield Earth
- 2000 — Искусство войны / The Art of War
- 2000 — Убрать Картера / Get Carter
- 2001 — Обещание / The Pledge
- 2001 — Клошар / The Caveman's Valentine
- 2001 — 3000 миль до Грейсленда / 3000 Miles to Graceland
- 2001 — Глаза ангела / Angel Eyes
- 2001 — Грабёж / Heist
- 2002 — Последнее дело Ламарки / City by the Sea
- 2002 — Баллистика: Экс против Сивер / Ballistic: Ecks vs. Sever
- 2002 — Ни жив ни мёртв / Half Past Dead
- 2003 — Иностранец / The Foreigner
- 2004 — Девять ярдов 2 / The Whole Ten Yards
- 2006 — Король вечеринок 2: Восхождение Таджа / Van Wilder 2: The Rise of Taj
- 2007 — Спасительный рассвет / Rescue Dawn
- 2007 — Анна Николь / Anna Nicole